# Дурова, Анастасия Борисовна
Анастаси́я Бори́совна Ду́рова (10 августа 1908, Луга, Санкт-Петербургская губерния — 8 июня 1999, Париж) — католическая монахиня, деятельница экуменического движения, шеф бюро по связям французского посольства в Москве, многолетняя тайная помощница советских диссидентов.

## Биография
Родилась 10 (23) августа 1908 года в городе Луге под Петербургом в семье полковника Генерального штаба Бориса Андреевича Дурова (1879—1977) и его жены Людмилы Александровны урождённой Свиньиной (1883—1983). В 1918 отец возглавлял ряд отделов во Временном правительстве Северной области. В 1919 году он в составе русской делегации при Генеральном штабе прибыл в Париж. В 1919 году семья эмигрировала через Константинополь и Триест в Париж. В 1920 году Анастасия поступила в католический колледж Пресвятой Девы Марии в Нейи и Амьене во Франции, в 1924 окончила его. В 1923 году перешла в католичество. После этого отец прервал с Анастасией всякие отношения, и только через 2 года простил её. В 1929 году стала членом общины св. Франциска Ксаверия. Служила руководителем детского сада при школе Шарля Пеги в пригороде Парижа. В 1931 по 1937 год преподаватель в католических школах для французских детей. В 18 лет Ася Дурова «чувствовала, что Господь хочет, чтобы я отдала Ему свою жизнь ради России», и в 1937 году она принесла окончательные монашеские обеты.
В 1939 году выпускница курсов медицинских сестер при школе Союза французских женщин. Одна из организаторов диспансера в Курбевуа под Парижем, служила там во время и после Второй мировой войны. В 1945—1950 годах под руководством священника Жана Даниэлу, известного богослова и будущего французского кардинала, участвовала в католическом экуменическом движении. Была членом Кружка Святого Иоанна Крестителя и группы «Культура и дружба», принимала участие в работе семинаров «Foyer des deux ours» («Очаг двух медведей») Бернара Дюпира.
В 1958—1959 годах углубляла и совершенствовала свои знания русского языка в Школе восточных языков в Париже. В то же самое время вела занятия по религиозному образованию в начальной школе.
В 1959 вместе с группой «Культура и дружба» посетила Советский Союз, сумела встретиться с Борисом Пастернаком. В 1961 году работала переводчиком на французской выставке в Москве. 
С 1964 по 1977 работала в посольстве Франции в Москве в должности шефа бюро по связям. В эти годы А. Б. Дурова организовала тайную передачу на Запад и публикацию многих работ русских авторов, которые по цензурным соображениям не могли быть опубликованы на родине. В круге помощников Солженицына была известна под конспиративной кличкой «Вася». Работая во французском посольстве, передала на запад плёнки с воспоминаниями Дмитрия Панина (1968), рукопись «Августа Четырнадцатого» (февраль 1971), набор плёнок со всем написанным к тому времени Солженицыным под названием «Сейф» (май 1971). В сентябре 1970 организовала встречу Никиты Струве и Евгения Баранова в Польше, что серьёзно отразилось на пополнении «Вестника РСХД» материалами из СССР.
Также передала на запад работы о. Александра Меня и о. Димитрия Дудко.
Автор мемуаров.
Скончалась 8 июня 1999 года в Париже. Похоронена на кладбище Сент-Женевьев-де-Буа.

## Произведения
- Anastasia Douroff. Journal d’une croyante à Moscou 1964—1977. («Дневник верующей в Москве 1964—1977»)
- Anastasia Douroff. La Russie au creuset: journal d’une croyante à Moscou : 1964—1977. 372 p. — 1995 -
- Дурова А. Б., Свиньина Е. А. Россия — очищение огнем. Письма внучке. — М.: Рудомино, 1999. 605 с.
- Anastasia Douroff. Zkoušené Rusko. MCM. 1998 («Испытания в России», чешский перевод)